# Stig Günther

Stig Günther (4 de noviembre de 1963) es un destacado doble de acción, que ha trabajado en Dancer in the Dark (2000) y It´s All About Love (2004). 
Posee el récord de caída de altura registrado por el Libro Guinness de los récords con 104 metros con 50 centímetros.